# وو جي
وو جي هو منافس ألعاب قوى صيني، ولد في 14 أغسطس 1978.

## وصلات خارجية
- وو جي على موقع الاتحاد الدولي لألعاب القوى (الإنجليزية)